# The Rods
The Rods ist eine US-amerikanische Heavy-Metal-Band aus Cortland, New York.

## Geschichte
Die Band wurde von David „Rock“ Feinstein, einem Cousin von Ronnie James Dio (u. a. Black Sabbath und Rainbow), gegründet, der vorher als Gitarrist bei der Band Elf aktiv war. 1980 erschien via Primal das Debütalbum Rock Hard, welches in ähnlicher, leicht überarbeiteter Form 1981 als The Rods via Arista Records noch einmal veröffentlicht wurde und mittlerweile als Klassiker des Hardrocks gilt. Nach weiteren drei Alben löste sich die Band Ende der 1980er-Jahre auf.
Im August 2006 fand sich die Band erneut zusammen und begann mit Arbeiten an einem neuen Studioalbum. Dieses wurde bereits vollständig aufgenommen und hätte im Frühling 2009 erscheinen sollen. Stattdessen erschien das Album erst 2011 und heißt Vengeance. Als Highlight des Albums singt darauf Feinsteins Cousin Ronnie James Dio den Song The Code.

## Diskografie

### Studioalben
- 1980: Rock Hard (wurde 1981 mit dem Albumtitel The Rods wiederveröffentlicht)
- 1982: Wild Dogs
- 1983: In the Raw
- 1984: Let Them Eat Metal (wurde 1985 wegen des Frontcovers indiziert[5], die Indizierung ist aber inzwischen abgelaufen[6])
- 1986: Heavier Than Thou
- 2011: Vengeance
- 2019: Brotherhood of Metal

### Livealben
- 1984: Live

### EPs
- 1981: Full Throttle EP

### Singles
- 1980: Crank It up
- 1981: Nothing Going on in the City
- 1982: Power Lover
- 1982: Too Hot to Stop
- 1982: You Keep me Hangin’ on

### Promo-Singles
- 1987: Crossfire

## Diskografie von Canedy, Feinstein, Bordonaro & Caudle (Nebenprojekt der Musiker von The Rods)
- 1986: Hollywood (wurde 2015 unter dem Banner von The Rods wiederveröffentlicht)